# 트뤼프 앙 쇼콜라

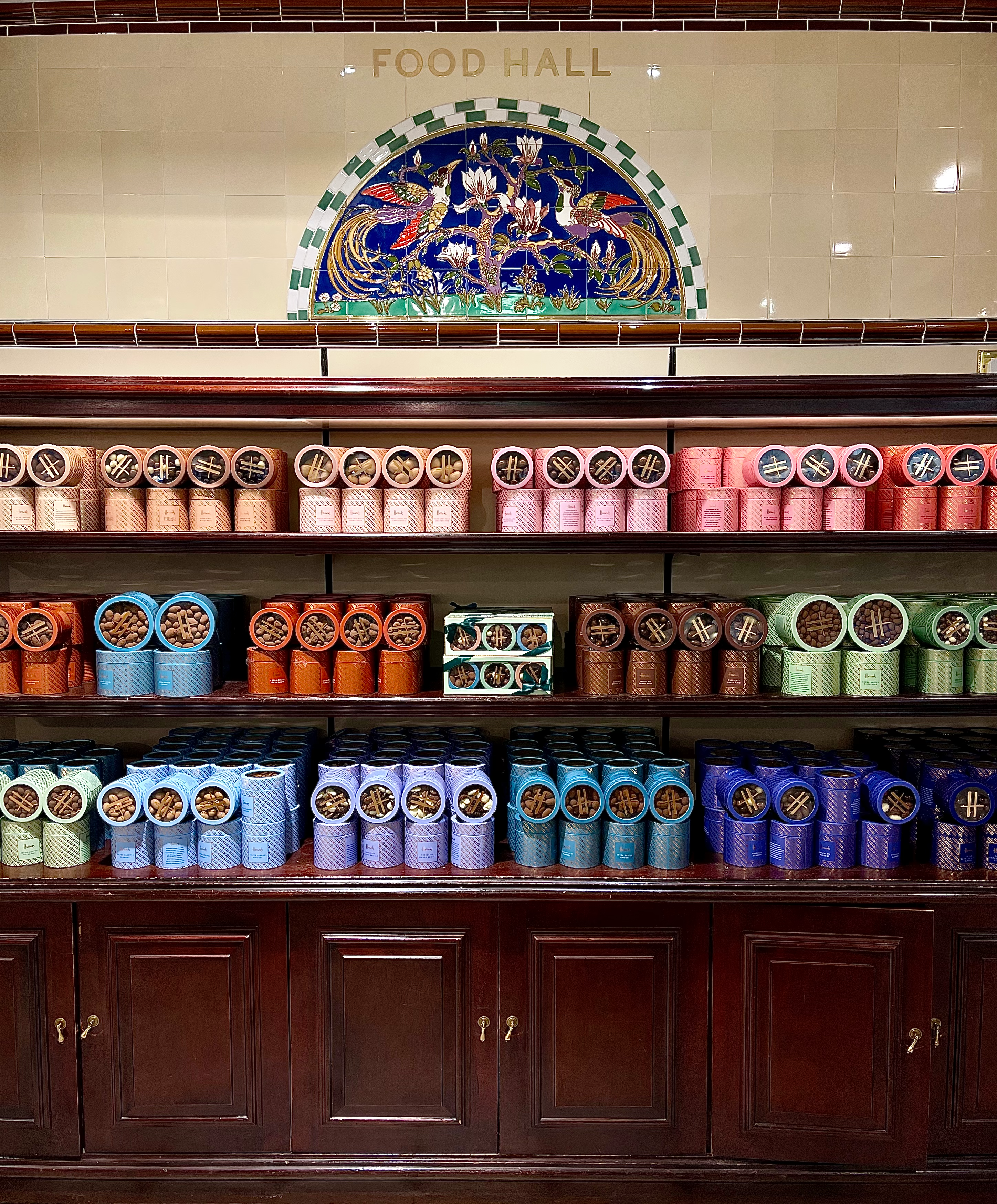

트뤼프 앙 쇼콜라(프랑스어: truffe en chocolat) 또는 트뤼프 오 쇼콜라(프랑스어: truffe au chocolat)는 1895년 프랑스의 샹베리 출신 파티시에 루이 뒤푸르(Louis Dufour)가 만든 초콜릿 디저트이다. 크렘 프레슈, 바닐라, 코코아 가루를 섞은 것을 녹인 초콜릿에 담갔다가 코코아 가루로 코팅해 만든다. 흔히 크리스마스 선물로 주고 받는 음식이다.

## 같이 보기
- 가나슈
- 브리가데이루
- 쇼클라드볼
- 파베 초콜릿
- 프랄린